# Pôle Santé Sarthe et Loir
 (juillet 2018).
Si vous disposez d'ouvrages ou d'articles de référence ou si vous connaissez des sites web de qualité traitant du thème abordé ici, merci de compléter l'article en donnant les références utiles à sa vérifiabilité et en les liant à la section « Notes et références ».
 (juillet 2015).
Le Pôle Santé Sarthe et Loir, est un établissement français de santé publique de la Sarthe, composé d'un centre hospitalier situé sur la commune du Bailleul, de deux EHPAD (La Flèche et Sablé-sur-Sarthe) et d'un foyer d'accueil pour adultes handicapés (Sablé-sur-Sarthe). 
Il a ouvert ses portes début octobre 2007. Il est né de la fusion des centres hospitaliers des villes voisines de La Flèche, et de Sablé-sur-Sarthe. 

## Origines
La réunification des deux centres hospitaliers de La Flèche et Sablé a commencé bien avant octobre 2007, par souci de réunification des infrastructures.
Pendant sept ans, les deux hôpitaux  traitaient les patients pour des différents soins. Le site du Bailleul, est choisi pour centraliser les soins dans un hôpital polyvalent en matière de soins à mi-chemin des deux villes. En 2004, les travaux du nouveau centre hospitalier commencent.
Le Pôle Santé Sarthe et Loir a été inauguré le 1er décembre 2007, par François Fillon, premier ministre, ancien maire de Sablé-sur-Sarthe, et Guy-Michel Chauveau, maire de La Flèche, et président du conseil d'administration de l'hôpital.
Le nom « Sarthe et Loir » a été choisi en référence aux deux rivières traversant les deux villes la Sarthe (rivière), à Sablé, le Loir, à La Flèche.

## Pôles
L'hôpital contient des différents pôles de soins hérités des deux hôpitaux fusionnés :
- Pôle Médecine - Soins de Suite et Réadaptation
- Pôle chirurgie- anesthésie - Urgences
- Pôle mère-enfant
- Pôle médico-social
- Pôle Laboratoire et Imagerie médicale
- Pharmacie
- SMUR
- Surveillance continue
- Bloc opératoire

## Chiffres
- Surface : 31,000 m2
- Employés : Plus de 1 000 employés répartis sur trois lieux dont 848 à temps plein
- Métiers dans l'hôpital : 70
- Répond à 110,000 habitants du Sud-Sarthe

En 2011
- 22 770 passages aux urgences
- 671 naissances
- 12 437 hospitalisations
- 33 217 consultations et soins externes
- 276 lits et places sur le site du centre hospitalier (médecine, chirurgie, obstétrique et soins de suite)
- 481 lits d’hébergement